# Kivijärvi (Jukkasjärvi socken, Lappland, 756106-175735)
Kivijärvi är en sjö i Kiruna kommun i Lappland och ingår i Torneälvens huvudavrinningsområde. Sjön har en area på 0,121 kvadratkilometer och ligger 342,9 meter över havet.

## Delavrinningsområde
Kivijärvi ingår i det delavrinningsområde (755722-176039) som SMHI kallar för Ovan VDRID = Sattajoki i Lainioälvens vattendrags*. Medelhöjden är 364 meter över havet och ytan är 39,55 kvadratkilometer. Räknas de 246 avrinningsområdena uppströms in blir den ackumulerade arean 3 890,81 kvadratkilometer. Lainioälven som avvattnar avrinningsområdet har biflödesordning 2, vilket innebär att vattnet flödar genom totalt 2 vattendrag innan det når havet efter 345 kilometer. Avrinningsområdet består mestadels av skog (53 procent) och sankmarker (39 procent). Avrinningsområdet har 2,31 kvadratkilometer vattenytor vilket ger det en sjöprocent på 5,8 procent.